# Jean-Paul Beugnot
Jean-Paul Beugnot (Schiltigheim, 25 giugno 1931 – Montpellier, 7 febbraio 2001) è stato un cestista francese.
Era il padre di Éric e Gregor Beugnot.

## Carriera
Con la Francia ha disputato tre edizioni dei Giochi olimpici (Helsinki 1952, Melbourne 1956, Roma 1960), i Campionati mondiali del 1954 e due edizioni dei Campionati europei (1955, 1961).

## Palmarès
- Campionato francese: 2

Charleville-Mézières: 1957-58, 1959-60
- Coppa di Francia: 2

Charleville-Mézières: 1958, 1959